# Colán
Colán es una localidad y balneario peruano del distrito homónimo ubicado en la provincia de Paita en el departamento de Piura. El balneario fue fundado en febrero de 1927. Tenía una población de 1160 hab. según el censo de 2017.

## Clima
| Parámetros climáticos promedio de Colán (territorios entre 0 - 500 m s. n. m.). | Parámetros climáticos promedio de Colán (territorios entre 0 - 500 m s. n. m.). | Parámetros climáticos promedio de Colán (territorios entre 0 - 500 m s. n. m.). | Parámetros climáticos promedio de Colán (territorios entre 0 - 500 m s. n. m.). | Parámetros climáticos promedio de Colán (territorios entre 0 - 500 m s. n. m.). | Parámetros climáticos promedio de Colán (territorios entre 0 - 500 m s. n. m.). | Parámetros climáticos promedio de Colán (territorios entre 0 - 500 m s. n. m.). | Parámetros climáticos promedio de Colán (territorios entre 0 - 500 m s. n. m.). | Parámetros climáticos promedio de Colán (territorios entre 0 - 500 m s. n. m.). | Parámetros climáticos promedio de Colán (territorios entre 0 - 500 m s. n. m.). | Parámetros climáticos promedio de Colán (territorios entre 0 - 500 m s. n. m.). | Parámetros climáticos promedio de Colán (territorios entre 0 - 500 m s. n. m.). | Parámetros climáticos promedio de Colán (territorios entre 0 - 500 m s. n. m.). | Parámetros climáticos promedio de Colán (territorios entre 0 - 500 m s. n. m.). |
| Mes                                                                             | Ene.                                                                            | Feb.                                                                            | Mar.                                                                            | Abr.                                                                            | May.                                                                            | Jun.                                                                            | Jul.                                                                            | Ago.                                                                            | Sep.                                                                            | Oct.                                                                            | Nov.                                                                            | Dic.                                                                            | Anual                                                                           |
| ------------------------------------------------------------------------------- | ------------------------------------------------------------------------------- | ------------------------------------------------------------------------------- | ------------------------------------------------------------------------------- | ------------------------------------------------------------------------------- | ------------------------------------------------------------------------------- | ------------------------------------------------------------------------------- | ------------------------------------------------------------------------------- | ------------------------------------------------------------------------------- | ------------------------------------------------------------------------------- | ------------------------------------------------------------------------------- | ------------------------------------------------------------------------------- | ------------------------------------------------------------------------------- | ------------------------------------------------------------------------------- |
| Temp. máx. media (°C)                                                           | 30                                                                              | 32                                                                              | 32                                                                              | 30                                                                              | 28                                                                              | 25                                                                              | 24                                                                              | 24                                                                              | 24                                                                              | 25                                                                              | 26                                                                              | 28                                                                              | 27.3                                                                            |
| Temp. media (°C)                                                                | 25.4                                                                            | 26.6                                                                            | 26.8                                                                            | 25.2                                                                            | 23.6                                                                            | 21.8                                                                            | 20.2                                                                            | 20                                                                              | 20.2                                                                            | 20.8                                                                            | 21.6                                                                            | 23.4                                                                            | 23                                                                              |
| Temp. mín. media (°C)                                                           | 20                                                                              | 22                                                                              | 21                                                                              | 20                                                                              | 18                                                                              | 17                                                                              | 16                                                                              | 16                                                                              | 16                                                                              | 17                                                                              | 17                                                                              | 19                                                                              | 18.3                                                                            |
| Fuente n.º 1: Accuweather                                                       |                                                                                 |                                                                                 |                                                                                 |                                                                                 |                                                                                 |                                                                                 |                                                                                 |                                                                                 |                                                                                 |                                                                                 |                                                                                 |                                                                                 |                                                                                 |
| Fuente n.º 2: climate-data.org                                                  |                                                                                 |                                                                                 |                                                                                 |                                                                                 |                                                                                 |                                                                                 |                                                                                 |                                                                                 |                                                                                 |                                                                                 |                                                                                 |                                                                                 |                                                                                 |

## Lugares de interés

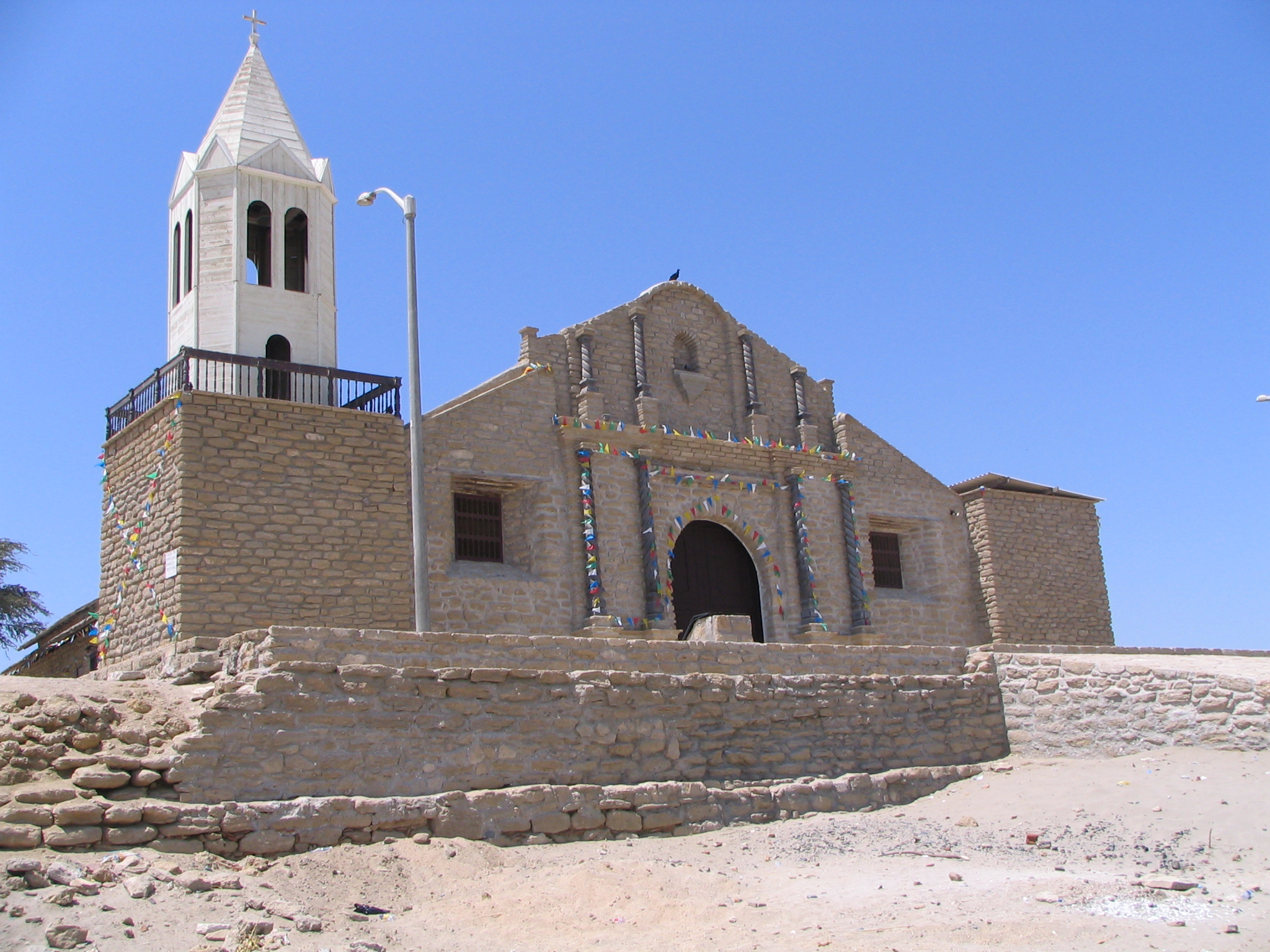
Iglesia San Lucas de Colán

- Iglesia San Lucas de Colán[7][8]